# 別怕！茱莉
《别怕！茱莉》（義大利語：Lo strano vizio della Signora Wardh）是一部1971年的铅黄推理片，由瑟吉歐·馬蒂諾執導，愛雲·芬芝、喬治·希爾頓、伊凡·羅斯穆和阿爾貝托·德·門多薩主演，講述了一位外交官的妻子發現自己在維也納被她的前任虐待狂情人跟踪的故事。
就在電影上映之前，一位名叫瓦尔德太太的意大利婦女威脅要對原片名可能損害她的名譽採取法律行動，因此在“瓦尔德”（Ward）這個名字後添加了字母“h”。

## 劇情
在維也納，有个杀人狂用直剃刀杀害女性。朱莉·瓦尔德和外交官丈夫内尔在纽约生活了一段时间后，回到了这座城市。朱莉嫁给内尔是为了躲避住在维也纳的前任情人琼的虐待。琼开始跟踪朱莉，她越来越焦虑。
在一次上流社會的聚会上，朱莉的朋友卡萝尔介绍了她的澳大利亚表兄乔治。乔治和卡萝尔富有的叔叔刚刚去世，他们是叔叔唯一的继承人。乔治与朱莉调情，朱莉對她與疏忽的内尔的婚姻感到不滿。一次午餐约会后，乔治和朱莉开始了婚外情。朱莉接到了一个勒索者的电话，他威胁要将这段婚外情告诉内尔。朱莉怀疑琼就是勒索者，卡萝尔坚持要替朱莉出面与勒索者见面。卡萝尔去森林公园见那个不明身份的人，却被一个挥舞着直剃刀的人砍死。
朱莉得知卡萝尔被杀的消息后，敦促警方调查琼，因为琼有虐戀倾向，所以她怀疑琼就是剃刀杀手。不过，琼有确凿的不在场证明。随后，朱莉在停车场被一个手持直剃刀的人影袭击，侥幸逃过一劫。惶恐不安的朱莉接受了乔治的邀请，逃离这座城市（和她的丈夫）前往西班牙。
回到维也纳后，剃刀杀手死在了目標受害者手中。当朱莉得知凶手已死且与她素不相识时，她欣喜若狂。然而，还是有人继续在西班牙跟踪朱莉，导致她精神崩溃。乔治去找医生时，朱莉遭到了琼的伏击并被打晕了过去。琼将现场布置成朱莉一氧化碳中毒自杀的样子。乔治带着医生回来时，她几乎已经死了。
后来在警察局，乔治得知朱莉事实上已经死亡，而且警方认为她是自杀身亡。乔治开车来到一个偏僻的地方，在那里他与琼见了面。原来，乔治雇佣琼谋杀了朱莉，并伪装成自杀。琼向乔治索要钱财，但乔治却开枪射杀了他，并将现场布置成自杀现场。
乔治随后与朱莉的丈夫内尔见面。他们一起开车离开，原来他们合谋谋杀卡萝尔和朱莉，并将其伪造成剃刀杀手所为。卡萝尔的死使乔治成为他叔叔财产的唯一继承人，而朱莉的死则意味着内尔可获得巨额保险金。由于动机明确，为了避免警方怀疑，内尔杀死了卡萝尔（而乔治有完美的不在场证明），乔治试图在停车场杀死朱莉（而内尔有完美的不在场证明）但未果。剃刀杀手死后，乔治再用剃刀杀死朱莉已经没有意义了，于是他雇了琼，把朱莉的死伪装成自杀，而乔治和内尔都有不在场证明。
这时警察出现了，乔治和内尔为了躲避警察，驾车坠崖身亡。结果发现朱莉并没有死，而是被医生救活了。警察伪造了她的死亡，诱骗乔治和内尔见面；卡萝尔的尸检结果显示，她虽然是被剃刀所杀，但并不符合剃刀杀手的犯罪手法，于是警察起了疑心。开车离开时，年轻英俊的医生安慰着朱莉。

## 演员
- 愛雲·芬芝 饰 朱莉·瓦尔德
- 喬治·希爾頓（英语：George Hilton (actor)） 饰 乔治·科罗
- 康奇塔·艾羅迪 饰 卡萝尔·勃兰特
- 伊凡·羅斯穆（英语：Ivan Rassimov） 饰 琼
- 曼努埃爾·吉爾（英语：Manuel Gil） 饰 阿尔贝医生
- 卡洛·阿利吉耶羅 饰 專員
- 布魯諾·科拉扎里（英语：Bruno Corazzari） 饰 剃刀杀手
- 阿爾貝托·德·門多薩（英语：Alberto de Mendoza） 饰 内尔·瓦尔德
- 瑪瑞拉·科爾比 饰 從兇手手中逃脫的受害者
- 米格爾·德爾·卡斯蒂略 饰 梅迪科·斯帕尼奥洛
- 路爾斯·德·特哈達 饰 督察
- 普基 饰 洗澡的受害者

## 评价
AllMovie寫道，“瑟吉歐·馬蒂諾首次涉足意大利的铅黄類型，提供了這種類型的驚悚片所需的一切，甚至更多”，並稱其為“一個巧妙的例子，說明铅黄电影如何在風格而非內容上成為令人頭暈目眩的體驗”。